# Truespace
TrueSpace è un programma di modellazione ed animazione tridimensionale realizzato dall'azienda Caligari Corporation 

## Storia
La compagnia fu fondata nel 1985 da Roman Ormandy. Seguì un pacchetto di prova per l'animazione 3D realizzato per Amiga Computer, che giunse ad incorporare la Octree Software nel 1986. Dal 1988 al 1992, Octree ha rilasciato alcuni pacchetti software, tra cui Caligari1, Caligari2, Caligari Broadcast e Caligari 24. Caligari voleva fornire un programma economico ma allo stesso tempo professionale per il video e le presentazioni industriali. Nel 1993 la Octree Software cambiò sede, spostandosi da New York in California, ed assunse il nome di Caligari Corporation. Nel 1994 sulla piattaforma Windows fu introdotto TrueSpace 1.0 .

## Specifiche tecniche
TrueSpace è un software di modellazione, animazione e rendering tridimensionale. È costituito da un'architettura di plug-in che permette all'utente di creare strumenti per potenziare il pacchetto software base. L'ultima versione di TrueSpace è Truespace 7 (chiamato comunemente tS7). Un recente aggiornamento ha permesso il passaggio alla versione 7.5 ed ha aggiunto alcune caratteristiche nella modellazione. Il software possiede inoltre un'interfaccia intuitiva e semplice per gli utenti alle prime armi.
Caligari ha migliorato le capacità di modellazione, surfacing e rendering del suo programma, e l'ultima versione TrueSpace 7 permette di lavorare in tutti gli aspetti del design a tempo reale, di modellare e di animare in uno spazio 3D virtuale condiviso con partecipanti in sessioni su Internet. Il server di collaborazione fornito da TrueSpace permette a molteplici partecipanti di connettersi ad uno spazio 3D per creare e manipolare oggetti condivisi in tempo reale.

## Modellazione
- Polygon modeling
- NURBS
- Subdivision surface

## Rendering e Surfacing
Al momento TrueSpace ha due motori interni di render e supporta, contemporaneamente allo stile di Render tradizionale, la qualità delle immagini DirectX 9. I motori sono:
- LightWorks (realizzato da LightWork Design Ltd)
- VirtuaLight

TrueSpace 7 ha inoltre introdotto il supporto per il motore di rendering VRay realizzato da Chaos Group.

### Surfacing
- DX9 (SL2.0) pixel shaders and HLSL editing
- Procedural shaders editable in Link Editor
- Normal mapping
- Shader trees
- modeless UV Editor
- Advanced UV Editor with real time UV mapping controls
- Unwrapper with Slice
- Breaking and welding of vertices in a UV map

### Rendering
- LightWorks 7.4 rendering engine
- Vray Rendering Engine (for trueSpace7 versions only)
- VirtuaLIght rendering engine
- Real time DX9 based photorealistic engine
- HDRI
- Caustics
- Multi-pass Rendering for Lightworks rendering engine with output to Photoshop layers integrated into trueSpace7
- Hybrid radiosity, ray tracing, Phong shading
- Image-based lighting
- Non-linear tone mapping editor
- Post process editor
- Advanced shaders (color, reflectance, transparency, displacement, background, *foreground, post processing)
- Volumetric, Anisotropic reflectance

## Caratteristiche
Una delle più distintive caratteristiche di TrueSpace è la sua interfaccia che utilizzia principalmente simboli 3d per le opzioni di editing più comuni. TrueSpace può essere inoltre programmato, utilizzando Python per creare script personalizzati, strumenti e plugin. Truespace 7 ha introdotto inoltre VBScript e JavaScript come strumenti di programmazione per lo sviluppo di plugin e scene interattive.
Le capacità tecniche del software includono la visualizzazione e l'animazione con luci realistiche (attraverso l'utilizzo del "radiosity") e la modellazione naturale utilizzando NURBS, superfici di suddivisione e metaballs.
Il software ha due formati nativi: uno per i singoli oggetti (con estensione .cob) ed un altro per le scene (con estensione .scn). Gli oggetti realizzati in TS possono essere utilizzati in Active Worlds. Oltre ai formati nativi, TrueSpace può inoltre importare ed esportare alcuni altri formati proprietari.

## TrueSpace 3.2
Caligari ha rilasciato la versione più vecchia di Truespace, la 3.2, gratuitamente. Il programma non è una versione di prova, non ha limitazioni o filigrane, ed è ottimo per i principianti all'animazione 3D. Può essere scaricato dal sito . Problemi riscontrati: TrueSpace 3 potrebbe bloccarsi utilizzando sottrazioni o addizioni booleane non-basic o durante il rendering ad alte risoluzioni. Le versioni precedenti alla 5 riscontrano questo problema.

## TrueSpace 7.6
Nel 2008 la Microsoft ha acquisito la Caligari, rilasciando la versione completa di trueSpace 7.6 gratuitamente previa registrazione. Inoltre si possono scaricare sempre gratuitamente numerosi tutorial video e il manuale completo.